# Аватар
Вижте пояснителната страница за други значения на Аватар.
Аватар, или аватара (от санскрит अवतार, слизане) е въплъщение на божество в индуизма. Най-често понятието се свързва с различните въплъщения на Вишну на земята, където той под различни образи извършва подвизи.

## Произход и значение
Произходът на понятието е древен. Той е засвидетелстван в т. нар. „Брахмани“, в „Пураните“, и в по-късните епоси „Рамаяна“ и „Махабхарата“, в които окончателно се оформя днешното разбиране на аватарите. Според индуизма божеството се инкарнира в света през различните епохи от неговото съществуване, за да представи на човечеството определени нравствени и религиозни модели, примери за подражание и образци на религиозния култ.
В различните традиции на индуизма се споменават различен брой аватари, от няколко до десетки. Основно са възприети десет от тях. Някои от аватарите на Вишну са обект на самостоятелен религиозен култ.

## Десетте аватара на Вишну
- Матся (मत्स्य – риба) През епохата Сатия-юга Вишну се въплъщава в риба, за да спаси Ману Вайвасвату от потопа – легенда, силно напомняща библейския потоп. Подобно на Ной, Ману, благодарение на Матся, спасява на своя кораб много животни и семена на растения.
- Курма (कूर्म – костенурка) През същата епоха Вишну приема образа на костенурка и се спуска на дъното на океана за да спаси потъналите при потопа ценности.
- Вараха (वराह – глиган). Отново през Сатия-юга божеството се появява като глиган, за да спаси света от демона Хиранякша, причинил поредния потоп. След схватка, продължила хиляда години, Вараха убива демона и повдига от водите земята на бивните си.
- Нарасимха (नरसिंह – човек-лъв, подобен на египетския Сфинкс). Топа е последното въплъщение на Вишну през Сатия-юга. В този облик той избавя света от тираничното господство на демона Хиранякашипу.
- Вамана (वामन – заек). Първото въплъщение на Вишну през Трета-юга. Благодарение на подвизите си, цар Бали получава власт над боговете и трите свята – небе, земя и подземния свят. По молба на богинята-майка Адити, Вишну е пред бали в образа на заек и иска от него толкова земя, колкото може да отмери с три свои крачки. С първите две крачки Вамана отмерва небето и земята, получавайки власт над тях. Отказва се обаче от третата крачка, оставяйки подземния свят във властта на Бали.
- Парашурама (परशुराम भार्गव – Брадварят Рама). Първото въплъщение на Вишну като човек. Въплътил се като син на брамин, Вишну изтребва с оръжието си множество кшатрии и предава първенството в индийската кастова система на брамините.
- Рама (राम – прекрасен). Първият от аватарите на Вишну, за който част от изследователите подозират, че е историческа личност. В ”Рамаяна“ той е представен като образец на идеалния управник, който при всички обстоятелства спазва закона. Почитането конкретно на Рама е масово разпространено в днешна Индия. Това е и единият от двата аватара, обект на самостоятелен религиозен култ. Рама е последната инкарнация на Вишну пред Трета-юга.
- Кришна (कृष्ण – тъмносин). Често е определян като най-съвършеното въплъщение на Вишну. Някои течения в индуизма го възприемат като върховен бог. Неговите подвизи, както и религиозното учение, което той предава, са подробно описани в Махабхарата, по специално в Бхагавад гита. Епохата, в която Вишну е под образа на Кришна, е Двапара-юга.
- Буда (बुद्ध – просветлен, пробуден) За разлика от будизма, в индуизма Буда се разглежда като въплъщение на Вишну, в което той изкушава неукрепналите във вярата да се отклонят от правилния култ и по такъв начин ги обрича на гибел. Епохата на тази инкарнация е Кали-юга, или съвременната епоха.
- Калки (कल्की – бял кон). Представата за Калки е есхатологична. Вишну ще се яви на бял кон, ще унищожи злосторниците, ще възстанови истинския закон, като по този начин ще сложи край на Кали-юга и ще даде началото на една нова, по-хармонична епоха, Сатя юга.

## Други значения
- Имената на Кришна и Рама присъстват в Маха-мантрата.
- В компютърния жаргон думата аватар се използва за картинката която един потребител слага на профила си.

- Аватар: Повелителят на четирите стихии – популярен анимационен сериал.
- Аватар (филм) – филм на Джеймс Камерън